# Kirihito
Kirihito (きりひと讃歌, Kirihito Sanka, dt. etwa Hymne auf Kirihito) ist ein Manga des japanischen Mangaka Osamu Tezuka aus den Jahren 1970 und 1971.

## Handlung
Die beiden jungen japanischen Ärzte Kirihito Osanai und Urabe arbeiten in der Universitätsklinik M in Tokyo für Professor Tatsugaura. 
Die unheilbare Monmo-Krankheit, die nur im Dorf Inugamisawa auftritt, verwandelt die Menschen in hundeähnliche Wesen. Zunächst ihr Gesicht, später den restlichen Körper. Die Krankheit führt ebenfalls zu einer Gier nach rohem Fleisch, bis die Erkrankten schließlich nach wenigen Monaten an Lungenversagen sterben. Kirihito Osanai wird für einen Monat in den Ort geschickt, um nachzuforschen, wie die Betroffenen erkranken. Im Dorf lernt er das Mädchen Tazu kennen und behandelt ihren Vater. Osanai will mit dem Fahrrad in die nächste Stadt fahren, um Medikamente zu kaufen. Auf dem Weg dorthin wird er auf einer Hängebrücke von einem Dorfbewohner attackiert. Osanai überlebt den Mordanschlag und tötet seinen Angreifer. Damit er nicht gelyncht wird, heiratet Osanai das Mädchen Tazu und wird so zu einem anerkannten Mitglied der Gemeinschaft. Doch auch Osanai erkrankt einige Tage später an der Monmo-Krankheit. Mittlerweile ist er seit drei Monaten in dem Dorf. 
Als Osanais frühere Verlobte Izumi nachforscht, stellt sie fest, dass er aus allen Registern verschwunden ist. Professor Tatsugaura hat dies arrangiert, da er Osanai als Konkurrent um den Posten des Präsidenten des Krankenhauses sah. Er will beweisen, dass die Monmo-Krankheit von einem Virus verursacht wird. 
Zur gleichen Zeit wird Urabe nach Südafrika geschickt um die Monmo-Krankheit bei einem internationalen Ärztekongress vorzustellen. Dort erfährt er, dass auch ähnliche Fälle in einer Mine am Oberlauf des Limpopo in Rhodesien auftreten. Urabe erfährt auch, dass eine Nonne die Infizierten besucht hat. Die Nonne Helen Freeze erkrankt ebenfalls an der Mono-Krankheit. Um das Geheimnis zu bewahren, dass nur Farbige von der Krankheit betroffen sind, schießt der behandelnde Arzt Helen und Urabe nieder. Beide können schwer verletzt flüchten und werden von einem dunkelhäutigen Arzt behandelt. 
Osanai findet heraus, dass das Grundwasser in Inugamisawa für die Krankheit verantwortlich ist. Er informiert den Bürgermeister über seinen Fund und begibt sich mit seiner Frau Tazu auf die Reise zurück nach Tokyo. Als sie für Osanai Wasser holen geht, wird Tazu ermordet. Osanai bringt den Leichnam ins nächste Dorf und bittet um ein ordentliches Begräbnis. Am selben Abend quartiert er sich in einem Hotel ein. Als er nachts spazieren geht, wird Osanai bewusstlos geschlagen und entführt. Er wird an den reichen Taiwanesen Hr. Wan verkauft. Dort soll er zur Belustigung als Mitglied einer Freakshow auftreten. Wenig später erreicht Osanai das palastartige Anwesen von Hr. Wan in Taipeh. In Hr. Wans Palast findet jeden Tag eine Orgie statt. Osanai soll zur Unterhaltung der Gäste mit einer Hündin schlafen, weigert sich aber. Dafür wird er halbtot geprügelt. Mit seiner Freundin Lihua kann er nach einem Bombenanschlag auf den Palast fliehen. Beide schlagen sich nach Kaohsiung in Süd-Taiwan durch. Dort erreichen sie den Flughafen und wollen mit dem Flugzeug nach Amsterdam, die Maschinen wird aber entführt und fliegt nach Syrien. 
Kurze Zeit später erkrankt Hr Wan an der Monmo-Krankheit, Grund hierfür ist ein Heilgetränk, dass mit Grundwasser aus Inugamisawa hergestellt wird. Zur Behandlung wird Hr. Wan nach Tokyo geflogen und dort von Professor Tatsugaura behandelt. Nach einigen Tagen stirbt Hr. Wan.
Zugleich erreicht Urabe gemeinsam mit Helen Japan. Helen kann belegen, dass die Krankheit nicht von einem Virus verursacht wird, sondern durch verseuchtes Wasser. Osanai erreicht am Tag der Wahl zum Präsidenten des Krankenhauses Japan, aber trotz all dessen wird Tatsugaura Präsident. Doch infiziert sich Tatsugaura durch einen unglücklichen Zufall mit der Monmo-Krankheit, indem ihm das Heilgetränk von Hr. Wan zum Trinken gegeben wird. Tatsugaura verweigert aber jede Behandlung, die seine Virus-Theorie widerlegen würde. So stirbt er bald darauf und Osanai kehrt nach Syrien zurück. 

## Stil und Einflüsse
Die Handlung des Mangas erinnert Natsu Onoda Power stark an die Romane von Yamazaki Toyoko, da sie ein Zusammenspiel von Macht und Ethik thematisiert. Dennoch stritt Tezuka Verbindungen zu Toyoko ab. Der Stil des Mangas verweist auf den frühen russischen Film, so im häufigen Gebrauch religiöser Symbole. Dies bezieht Natsu Onada insbesondere auf Panzerkreuzer Potemkin, der erst in den 1960ern in Japan erschien.

## Veröffentlichung
Der Manga erschien erstmals von April 1970 bis Dezember 1971 im Magazin Big Comic des Verlags Shogakukan. Der Manga erschien als einbändige Gesamtausgabe bei Vertical in Nordamerika, sowie in mehreren Bänden bei Akata/Delcourt in Frankreich und Otakuland in Spanien. Carlsen Comics veröffentlichte seit Oktober 2009 bisher drei Bände der Serie auf Deutsch.